# Odins Änglar
Odins Änglar var en svensk rockgrupp som spelade vikingarock. Bandet bestod av Erik Viking på sång och gitarr, Sven Bärsärk på bas, Harald Hårfager på gitarr, Kjell Grovsmed på trummor och Halfdan Svarte på keyboard.

## Info
Odins Änglar bildades troligtvis mellan 1992 och 1993. Deras debutalbum, Blå-gult Blod, spelades in i november 1993 och släpptes 1994 av Ragnarock Records. Albumet innehöll bland annat en tonsatt version av Per Engdahls dikt Karl XII. I samband med ishockey-VM 1995 spelade Odins Änglar in en mini-cd på fyra låtar, som fick namnet Heja Sverige. 1999 släppte Ultima Thule Records en samlingsutgåva vid namn Vikingarock Vol 1, som innehöll hela cd:n Blå-gult blod, och Völund Smeds album Runor. På samlingsskivan Fest på Valhall från 2003 fanns sju av Odins Änglars låtar med.

### Medlemmar
- Harald Hårfager, gitarr och sång
- Erik Viking, gitarr och sång
- Sven Bärsärk, bas
- Halfdan Svarte, keybord
- Kjell Grovsmed, trummor

## Diskografi
- 1994 – Blå-gult blod (Ragnarock Records,RRCD 002).[1]
- 1996 – Heja Sverige! (Fjalar Records, FRCD 003).[2]